# Кюстендилска акция на ВМРО
Кюстендилската акция е окупиране на град Кюстендил от въоръжени чети на Вътрешната македонска революционна организация, извършено на 4 – 5 декември 1922 година.

## Хронология на събитията
След проведените парламентарни избори на 21 май 1920 година БЗНС съставя самостоятелно правителство. Правителството на Александър Стамболийски се опитва да изведе страната от международната изолация след Първата световна война чрез активно участие в дейността на Обществото на народите и установяване на приятелски отношения с Югославия. Това вкарва правителството в конфликт с организациите на македонските българи, обвиняващи го в национално предателство. Земеделското правителство започва преследване на ВМРО, на неговите водачи Тодор Александров, Александър Протогеров и Петър Чаулев, както и на пунктовите войводи и дейци на организацията.
На 15 юли 1921 г. в близост до село Жиленци, Кюстендилско, е убит кочанският войвода Симеон Клинчарски. На 8 ноември 1921 година е убит тиквешкият войвода Стоян Антов. На 10 септември 1922 година в Кюстендил са убити Александър Гюргинчев, кмет на Кратово по време на Първата световна война, и Милан Атанасов. На 17 ноември 1922 година в Кюстендил е убит от член на Македонската федеративна организация отговорникът на пограничния пункт на ВМРО Велин Алайков. Тази поредица от убийства кара ВМРО да вземе мерки за прочистване на града от федералистите и враждебно настроените земеделци.
На 4 декември 1922 година чети на ВМРО начело с Панчо Михайлов, Иван Бърльо и Мите Опилски и селските милиции и чети на ВМРО от околиите на Царево село, Кратово, Виница и Кочани превземат Кюстендил, където са радушно посрещнати от кюстендилското гражданство. При завземането на града армията не оказва съпротива. Четниците залавят и наказват няколко души - убити са 8 души, привърженици на федералистите. 
Четниците устройват свое комендантско управление и разполагат картечници по височините около града.
В 4 часа следобед на същия ден, на централния площад в Кюстендил Панчо Михайлов изнася реч, която завършва така:
| „ | Аз питам всички Ви: – Защо ни преследвате и коя е нашата вина? Затова ли, че приказваме на вашия кръшен език, че пеем същите песни които и вие пеете, че в жилите ни тече също такава кръв каквато тече и във вашите жили, че сме плът от вашата плът и че сме издънка от общото българско дърво!!! Вам младото поколение отправям следния апел, трябва да изучавате грижливо историята на своето отечество, колкото повече го познавате толкова повече ще го обичате, а любовта дава всичко, тя дава вяра, надежда и обръща в радост жертвите! Тя учи на постоянство и воля, предизвиква съединение, подготвя сила! | “ |

Правителството на БЗНС не взема решителни мерки за овладяване на положението. Изпратеният от него военен министър Коста Томов, се среща с четниците на гарата и започва с тях преговори относно условията за изтеглянето им. В същото време в Кюстендил се стичат въоръжени земеделци от окръга, пристигат и два камиона селяни от Дупнишко, водени от земеделеца Радослав Нотев. Военният министър обаче не допуска изостряне на обстановката и позволява на четниците да се оттеглят свободно към българо-сръбската граница, като отвличат няколко кюстендилци, двама от които убиват по пътя.
На 6 декември в целия Кюстендилски окръг е въведено военно положение, отменено в Дупнишка и Радомирска околия на 5 януари 1923 година.